# 柠檬薄荷
柠檬薄荷（学名：Mentha citrata），也被称为柑橘薄荷、佛手柑薄荷、酸橙薄荷、柠檬留兰香，在USA中部也被称为加州小薄荷（Yerba Buena），原为薄荷属植物水薄荷的一个变种。整株植物光滑，帶有黃色腺體點綴，呈深綠色，通常捎帶紫色，特別是在葉子邊緣處。葉邊呈鋸齒狀。紫色花萼上有非常明顯的黃色的腺體線。當碾碎後，這種草本植物會有很明顯的檸檬香味。它有時也被用製作檸檬味的茶飲料，並有一定藥用價值。